# Dušan Herda
Dušan Herda (Jacovce, 15 luglio 1951) è un ex calciatore cecoslovacco, dal 1993 slovacco, campione europeo con la Nazionale cecoslovacca nel 1976.

## Carriera

### Club
Giocò nello Slavia Praga.

### Nazionale
Nel 1972 scese in campo con la maglia della Nazionale cecoslovacca per 2 volte: esordì il 30 agosto nella sconfitta 1-2 patita contro la Nazionale olandese, mentre la seconda gara fu Polonia-Cecoslovacchia 3-0 del 15 ottobre. Partecipò al Campionato europeo di calcio del 1976, ma non disputò alcuna gara nella competizione vinta dalla sua Nazionale.

## Palmarès
- Campionato d'Europa: 1

Jugoslavia 1976